# Erik Jönsson (Lillie)
Erik Jönsson (Lillie af Greger Mattssons ätt), död 1597, var en svensk adelsman och ståthållare.

## Biografi
Erik Jönsson var son till Jöns Håkansson (Lillie) och Anna Jönsdotter. Han blev 1585 väpnare och blev 21 november 1593 hovmästare hos drottning Gunilla Bielke. Erik Jönsson blev 13 december 1594 ståthållare på Vadstena slott, tillsammans med Ture Jakobsson Rosengren. Han avled 1597 och begravdes bredvid sin fru i Kimstads kyrka.

### Egendom
Erik Jönsson ärvde gården Löfstad i Kimstads socken, efter sin fader 13 juni 1574.

### Familj
Erik Jönsson gifte sig före 1572 med Malin Sparre (1528–1597), dotter till riksmarsken Lars Siggesson (Sparre) den yngre och Anna Lindormsdotter (Vinge). Malin Sparre var änka efter hövitsmannen Hans Persson (Forstena-släkten). Erik Jönsson och Sparre fick tillsammans barnen Sven Eriksson och studenten Erik Eriksson Lillia vid Uppsala universitet.